# Voiturettes Elva
Voiturettes Elva war ein französischer Hersteller von Automobilen.

## Unternehmensgeschichte
Das Unternehmen aus Paris begann 1907 mit der Produktion von Automobilen. Der Markenname lautete Elva. Im gleichen Jahr endete die Produktion bereits wieder.

## Fahrzeuge
Im Angebot standen zwei Modelle. Das kleinere Modell war der 6/8 CV mit einem Zweizylindermotor und Platz für zwei Personen. Der Neupreis betrug 4350 Franc. Der größere 12/14 CV verfügte über einen Vierzylindermotor. Seine Doppelphaetonkarosserie bot Platz für vier Personen. Der Neupreis betrug 6500 Franc.